# Cargolia toulgoeti
Cargolia toulgoeti là một loài bướm đêm trong họ Geometridae.